# Molnár Erika (színművész)
Molnár Erika (Budapest, 1960. február 7. –) magyar színésznő.

## Életpálya
1986-ban végzett a Színház- és Filmművészeti Főiskolán, ahol Major Tamás illetve Székely Gábor és Zsámbéki Gábor voltak az osztályvezető tanárai. Diplomás színésznőként először a nyíregyházi Móricz Zsigmond Színházhoz szerződött. 1993 és 1995 között a debreceni Csokonai Színház tagja volt, ezután szabadfoglakozású színművésznőként dolgozott. 
Fellépett többek között a Vígszínházban, a Pesti Színházban, a Radnóti Miklós Színházban, a Bárka Színházban, a Katona József Színházban, a Nemzeti Színházban, a Gózon Gyula Kamaraszínházban és Debrecenben. Játszott alternatív színházakban is: a Trafóban, a Szkénében, a Stúdió K Színházban, és a Neptun Brigád előadásain. 2017-től a Szegedi Nemzeti Színház művésze.

## Fontosabb színházi szerepei
- Bohumil Hrabal: Őfensége pincére voltam... szereplő
- Aphra Behn: A kalóz... Nő
- Per Olov Enquist: Nagypapa házában... Lisbeth
- Ödön von Horváth: Mesél a bécsi erdő... Marianne
- Szép Ernő: Patika... Postamesterné
- Szép Ernő: Lila ákác... Mili (virágosnő); Gül mama (Bárka Színház)
- Witold Gombrowicz: Esküvő... Anya
- Pierre Barillet–Jean Pierre Grédy–Nádas Gábor–Szenes Iván: A kaktusz virága... Stéphanie Vigneau
- John Arden: Gyöngyélet... Rachel
- Edmond Rostand: Cyrano... Roxane
- Carlo Goldoni: Terecske... Orsola, fánksütőasszony
- Anton Pavlovics Csehov: Cseresznyéskert... Ranyevszkaja, földbirtokosnő (Móricz Zsigmond Színház, Nyíregyháza)
- Anton Pavlovics Csehov: Sirály... Arkagyina, színésznő (Csokonai Színház, Debrecen)
- Anton Pavlovics Csehov: Ivanov... Babakina, Marfa Jegorovna (Móricz Zsigmond Színház, Nyíregyháza)
- Anton Pavlovics Csehov: Ivanov... Zinaida  (Katona József Színház, Budapest)
- Anton Pavlovics Csehov: Ványa bácsi... Marina, öreg dajka (Szegedi Nemzeti Színház)
- Kalevala... Louhi
- William Shakespeare: Julius Cesar... Calpurnia
- William Shakespeare: Athéni Timon... szereplő (Radnóti Színház)
- William Shakespeare: Lear király... Goneril (Gyulai Várszínház)
- William Shakespeare: Tévedések vígjátéka... Emília (Neptun Brigád)
- Aiszkhülosz: Agamemnón... Kasszandra
- Aiszkhülosz: A jólelkűek... Püthia
- Aiszkhülosz: Síri áldozat... Argoszi rabnők kara
- Aiszkhülosz–Szophoklész–Euripidész: A sors gyermekei... Iokaszté
- Móricz Zsigmond: Nem élhetek muzsikaszó nélkül... Kisvicákné
- Szabó Tünde: A küszöbön... Erzsi, állami gondozott
- Witold Gombrowicz: Esküvő... Anya
- Stanisław Wyspiański : Novemberi éj... Joanna Grudzinska
- Bohumil Hrabal: Szigorúan ellenőrzött vonatok... Állomásfőnökné
- Frank Wedekind: A tavasz ébredése... Bergmann-né
- Maurice Maeterlinck: A kék madár... Bérylune, tündér; Szomszédasszony
- Per Olov Enquist: A nagyapa házában... Lisbeth
- Gaal József: A peleskei nótárius... Panni, betyárcafka; Nina, szobalány
- Bächer Iván: Oszkár... Olga
- Bächer Iván: Ebéd... Éva, Pityu felesége
- Garaczi László: Csodálatos vadállatok... Teri, Kriszta  (Zsámbéki Színházi és Művészeti Bázis)
- Sarah Kane: Megtisztulva... szereplő (Trafó)
- Bertolt Brecht: A szecsuáni jóember... Jang asszony  (Vígszínház)
- Hans Henny Jahnn: Medea... A fiúk felügyelője (Radnóti Színház)
- Arthur Schnitzler: Távoli vidék... Frau von Wahl (Katona József Színház, Budapest)
- Michel de Ghelderode: Bolondok iskolája... szereplő (Szkéné Színház)
- Tamási Áron: Énekes madár... Gondos Eszter (vénlány) (Csokonai Nemzeti Színház, Debrecen)
- Tamási Áron: Énekes madár... Kömény Ignácné (a Móka anyja) (Gózon Gyula Kamaraszínház)
- Spiró György: Koccanás... Feleség  (Katona József Színház, Budapest)
- Marguerite Duras: Oroszlánszáj... szereplő  (Zsámbéki Színházi és Művészeti Bázis)
- Sergi Belbel: Mobil... Claudia (Neptun Brigád)
- Benedek Elek: Világszép nádszálkisasszony... Dadus, Öregasszony, Sárkány, Haramia, Farkas (Neptun Brigád)
- Fodor Tamás–Szeredás András: "Mélyen tisztelt K!"... Mici (Stúdió K Színház)
- Henrik Ibsen: Brand... Asszony (Nemzeti Színház)
- Friedrich Dürrenmatt: János király... Eleonóra királyné, János anyja
- Papp András–Térey János: Kazamaták... Iringó
- Molnár Ferenc: Színház... Thúz kisasszony, Ügyelő
- Harsányi Zsolt–Zágon István–Eisemann Mihály: XIV. René... I. Irina, Illíria királyasszonya
- Örkény István: Tóték... Gizi Gézáné, egy rossz hírű nő
- Litvai Nelli: Világszép Nádszálkisasszony... Dadus; Öregasszony; Második farkas
- April De Angelis: Színházi bestiák... Doll Common
- Fazekas Mihály–Benkó Bence–Fábián Péter–Zságer-Varga Ákos: Lúdas Matyi ( Matyi elszabadul, avagy sok lúd disznót győz )... Özv. Lúdasné Fazekas Biri, Matyi anyja, szakácsnő

## Filmek, tv
- Nyolc évszak (1987)
- A küszöbön (1990)...Erzsi
- Ébredés (1995)...Birkásné
- Nincsen nekem vágyam semmi (2000)...Rendőrnő 2.
- I Love Budapest  (2001)...Anikó anyja
- Szép napok (2002)...Patyi néni
- Dolina (2007)...Aranka
- Ópium: Egy elmebeteg nő naplója (2007)
- Éji séták és éji alakok (2010)
- Szabadság – Különjárat (2015)...Pénztáros
- A martfűi rém (2016)
- A tanár (2021)...nőgyógyász
- A Nagy Fehér Főnök (2022–2023)...Mari néni
- …a szomszéd tehene (2024) ...Jolika
- A renitens (2024) ...Garai felesége

## Díjak, elismerések
- Országos Színházi Találkozó legjobb női epizódalakítás díja (1992)